# シムカ・1307/1308
シムカ/1307/1308は、クライスラー（現在のステランティス）のフランス子会社、「クライスラー・フランス」（旧シムカ、後のタルボ）が1975年7月に発表し、10月に発売、1985年まで生産した小型乗用車である。
イギリス市場ではクライスラーの欧州戦略車として「クライスラー・アルパイン」として販売され、クライスラー欧州部門がPSA・プジョーシトロエン傘下となった1978年以降は「タルボ・1510」と改名するなど、様々な名称が与えられていた。さらに、1980年にデビューした4ドアノッチバック版は「タルボ・ソラーラ」という名称で販売された。

## 概要
1963年より販売されていた1301/1501の後継車種として開発された。1976年のヨーロッパ・カー・オブ・ザ・イヤーを受賞。
1,294ccモデルはフランス課税馬力で7CV相当である事から1307、1,442ccモデルは8CV相当である事から1308とそれぞれ呼称され、ヘッドライトウオッシャーやパワーウインドウを装備した上級グレードは1308GTと呼ばれた。

### シムカ・1307/1308/1309 （1975 - 1979年）
2年前の1973年にデビューしたフォルクスワーゲン・パサートにも似た6ライトの5ドアハッチバックボディのデザインは、「クライスラー・UK」（旧ルーツ・グループ）のチーフスタイリスト・ロイ・アックスによるもので、大柄なヘッドライトを除けばフランス車らしい個性は希薄であったが、1970年代半ばの欧州小型車のトレンドを巧みにとらえたパッケージングであった。
室内のデザインも同様に、分厚いシートがフランス車らしさを現していたが、同時にインターナショナルな雰囲気も持ち合わせており、右ハンドル化されてイギリスで生産されても何ら違和感のないデザインと言える。一方、機構部分はフランスで開発され、横置きエンジン・前輪駆動のメカニズムは1967年デビューのシムカ・1100以来のものであった。
1307/1308はほとんどの生産車種が旧態化し、不振であった「クライスラー・フランス」「クライスラー・UK」の復活を賭けたクライスラー初の欧州戦略車として注目され、発売後1年間で25万台以上が売れた。
1976年10月以降はイギリスのクライスラーUK工場でも生産開始され、1,294ccモデルがクライスラー・アルパインGL、1,442ccモデルがアルパインS、1308GT並みの装備を持つ上級グレードはGLSという名称で販売された。1979年にはフランス仕様のみ、1,592ccエンジンにATを組み合わせた1309SXが追加された。
しかし1307/1308と、1978年に登場してアメリカでも生産された弟分のオリゾン（ホライズン）をもってしても経営危機にあったクライスラーを立て直すには至らず、ヨーロッパ・カー・オブ・ザ・イヤー受賞車の割には目立たない存在となっていく。とはいえ、1979年までのクライスラー時代の1307/1308/アルパインの生産台数は778,240台と、仏英ともに好調な販売を記録していた。

### タルボ・1510/タルボット・アルパイン（1979 - 1985年）
1978年にクライスラー・フランスとクライスラーUKがPSA・プジョーシトロエン傘下になると、PSAは両社製品のブランドを「タルボ」（英国読みは「タルボット」）に統一することとし、その第1弾として1979年10月に1307/1308/1309から改名した「タルボ・1510」を発表した。改名と同時にマイナーチェンジを実施し、当時流行のスラントノーズを採用し、全長も伸ばされた。イギリス仕様は引き続き従来の名称を用いて「タルボット・アルパイン」となり、1950年代の名車「サンビーム・タルボット・アルパイン」とよく似た名前となった。
バリエーションは1,294cc・67psの「LS」、1,442cc・84psの「GL」「GLS」、そして前年に1309としてデビューした1,592cc・89psのモデル「SX」として、MT・ATともに用意された。また、1980年には1510の後部を改造して4ドア3ボックスとした「タルボ・ソラーラ」が登場した。
1981年9月以降はLSも1,442ccエンジン搭載となり、GL/GLSは1,592ccとなった。シトロエン・CXのものと同じ5速トランスミッションがGLSとSXに装備されたが、これはPSAグループ内の部品共通化の、旧シムカ車への最初の例であった。
弟分のオリゾン（ホライズン）と車格が近いこともあって、1510の販売は1307/1308時代ほどの勢いは無く、販売の主力はソラーラに移った。フランスでの生産は1982年に75,753台で終了したが、イギリス・スペインでの生産は継続された。イギリス仕様は1982年10月に「アルパイン・シリーズ2」となり、ギアボックスがプジョー・305と共通化されたほか、「SX」が廃止されベーシックな「LE」が登場した。1984年10月には限定仕様車「ミンクス」「レイピア」（1950年代の人気車「ヒルマン・ミンクス」と「サンビーム・レイピア」に由来）のみにラインナップが整理され、305のステアリングホイールとスイッチ類が用いられることになった。しかし、その生産は半年あまりしか続かず、1985年夏には生産終了となった。
当時のシムカ・タルボ車は車体の腐食の進行が早いとされ、現存する個体は余り多くはないとされる。
なお、ロシアのモスクヴィッチが1989年から2002年まで生産したモスクヴィッチ・アレコは1510に酷似した外観を持っているが、前輪駆動ながらエンジンは縦置きで、正式にPSA・プジョーシトロエンから製造権を取得したものではないとされる。

## 注記
1. ↑  スペインでは「クライスラー・150」という名称で販売された。
2. ↑  1967年の サンビーム・アルパイン（ファストバック版）、1970年の ヒルマン・アヴェンジャーも彼の作品である。
3. ↑  1980年夏以前のモデルにはフロントグリル中央の丸にTのバッジはまだ無く、「TALBOT」という文字のエンブレムが装着されていた。
4. ↑  SXには当時まだ珍しかったトリップコンピューターやクルーズコントロールが装備されていたが、そのトリップコンピューターが示す平均速度や平均燃費はあまり正確ではなかった。また、イギリス生産のGLSとSXにはレザートップが装備されていた。